# Хассан Еван Насім
Хассан Еван Насім (ހަސަން އީވާން ނަސީމް) ‎ - 19 вересня 2003) — людина, чия смерть стала важелем теперішньої відкритої політичної реформи на Мальдівах. Він відбував покарання за наркозлочини у в’язниці Маафуші, де був забитий до смерті персоналом Служби Національної Безпеки Мальдів (СНБ) під час бунту, який загрожував охоронцям в’язниці. 

## Раннє життя
Еван здобув середню освіту в школі в місті Мале. Був ув’язнений кілька разів за наркозлочини та за інші пов’язані злочини. 

## Суперечка між ув'язненими
19 вересня 2003 року інші в’язні у камері Евана двічі намагались вбити Алі Діді, якого утримували в іншій камері. Про цей випадок охорона повідомила управління в’язниці в листі, додавши два списки людей, які брали участь в замаху на вбивство. Ім’я Евана не було в жодних з цих списків. Пізніше в цей же самий день ув’язнені в камері з Еваном кидали речі в інші камери. Відповідальний за охорону в’язниці Маафуші, капітан Адам Мохамед, перебільшив цінність справи та відправив її до поліції в Мале. Йому дали дозвіл вивести порушників з камери (де сидів Еван) та надягнути на них кайданки. 
Пізніше тієї ж самої ночі п’ятеро охоронців прийшли до камери Евана з листом, в якому були вказані люди причетні до нападу на Алі Діді та вчиненні розгардіяшу. Хоча в минулих списках ім’я Евана не було, в новому воно вже з’явилось. Коли називали чиєсь ім’я, то ув’язнений мусив вийти. Коли викликали Евана, то він відмовився йти, пояснюючи це тим, що не брав участь у заворушеннях. Попри його відмову охоронець зайшов у камеру та вимагав Евана вийти. Він все одно відмовлявся виходити та попереджав охоронців, щоб не підходили до нього та не чіпали його. Потім Еван вдарив охоронця двічі палицею, оскільки той ігнорував застереження. Незабаром сила-силенна охоронців увірвалася до камери та вивела Евана. 

## Смерть
Пізніше Евана перевели в “Діапазон”, де його тримали окремо від інших в’язнів. Там його били водночас 12 охоронців. Вони застосовували дерев’яні дошки, кийки, а також били голими руками. Через безперервне биття він втрачав свідомість. Коли він більше не реагував, його перевезли до меморіальної лікарні Індіри Ґанді рано вранці 20 вересня 2003 року. Відповідно до медичних висновків, Еван помер 19 вересня 2003 року через пошкодження легень. 

## Громадські хвилювання
Інші в’язні дізнались про смерть Евана Насіма цього ж самого дня. Це спровокувало протест, який привів до неспокою у в’язниці Маафуші. Для встановлення контроль персонал СНБ відкрив вогонь по беззбройним в'язням, внаслідок якого померло 3 (троє) людей та поранено ще 17 (сімнадцять). 
Новини про смерть Евана швидко розлетілись по столиці Мале. Величезна кількість людей зібралась на його похоронах. Поки люди були поблизу цвинтаря, новина про стрілянину у в’язниці дійшла до вже розлюченої громадськості. Масові заворушення наростали все більше і більше через ці новини. Кілька поліційних відділків були підпалені, розлючені люди атакували державні установи та автомобілі. Вночі уряд оголосив надзвичайний стан на найближчих островах вперше за історію країни. В Мале ввели комендантську годину.

## Розслідування справи
Президент Момун Абдул Гаюм створив президентську комісію 20 вересня 2003 року, щоб розслідувати смерть Евана Насіма та стріляну у в’язниці Маафуші. Висновки комісії були оприлюднені під назвою “Звіт про смерть Хасана Евана Насіма”. Однак, декілька розділів були приховані від громадськості задля забезпечення національної безпеки. 